# Ambystoma
Ambystoma är ett släkte av groddjur som utgör enda släktet i familjen mullvadssalamandrar. Släktet har 32 medlemmar.

## Utbredning
Arterna förekommer i Kanada, USA och i bergstrakter samt på högplatån i Mexiko.

## Beskrivning och ekologi
Många medlemmar är kraftiga, storväxta salamandrar, den största är tigersalamandern som kan bli upp till 34 cm lång. Mullvadssalamandrarna lever i många olika habitat, men gemensamt för alla arter är att larvutvecklingen sker i vatten. De flesta av släktets arter gömmer sig i underjordiska hålor under dagen (därav trivialnamnet), och kommer bara fram nattetid.
Bland arterna finns det sådana som förvandlas på vanligt sätt, , och sådana som är neotena, det vill säga de förvandlas inte, utan behåller gälar och övriga larvkarakteristika hela livet. Trots detta blir de könsmogna och kan para sig.

## Taxonomi
Dottertaxa till Ambystoma, i alfabetisk ordning:
- Ambystoma altamirani
- Ambystoma amblycephalum
- Ambystoma andersoni
- Ambystoma annulatum (tvärbandad mullvadssalamander)
- Ambystoma barbouri
- Ambystoma bishopi
- Ambystoma bombypellum
- Ambystoma californiense
- Ambystoma cingulatum (nätmönstrad mullvadssalamander)
- Ambystoma dumerilii
- Ambystoma flavipiperatum
- Ambystoma gracile (nordvästlig mullvadssalamander)
- Ambystoma granulosum
- Ambystoma jeffersonianum (Jeffersons mullvadssalamander)
- Ambystoma laterale (blåprickig mullvadssalamander)
- Ambystoma leorae
- Ambystoma lermaense
- Ambystoma mabeei
- Ambystoma macrodactylum (långtåad mullvadssalamander)
- Ambystoma maculatum (gulfläckig mullvadssalamander)
- Ambystoma mavortium
- Ambystoma mexicanum (axolotl)
- Ambystoma opacum (marmorerad mullvadssalamander)
- Ambystoma ordinarium
- Ambystoma rivulare
- Ambystoma rosaceum
- Ambystoma silvense
- Ambystoma subsalsum
- Ambystoma talpoideum (mullvadssalamander)
- Ambystoma taylori
- Ambystoma texanum
- Ambystoma tigrinum (tigersalamander)
- Ambystoma velasci

## Bildgalleri

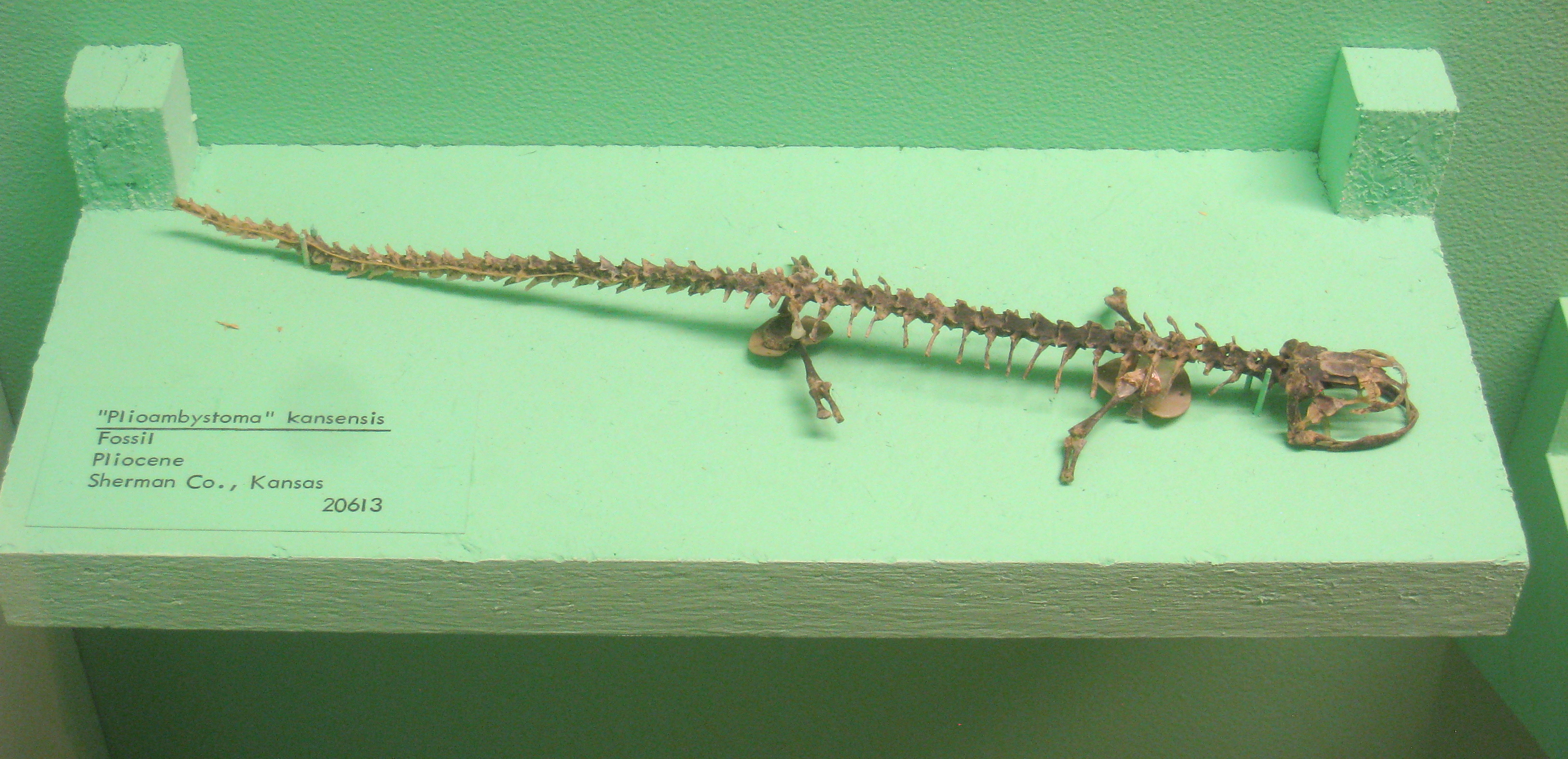
Fossil av Ambystoma kansensis (utdöd)
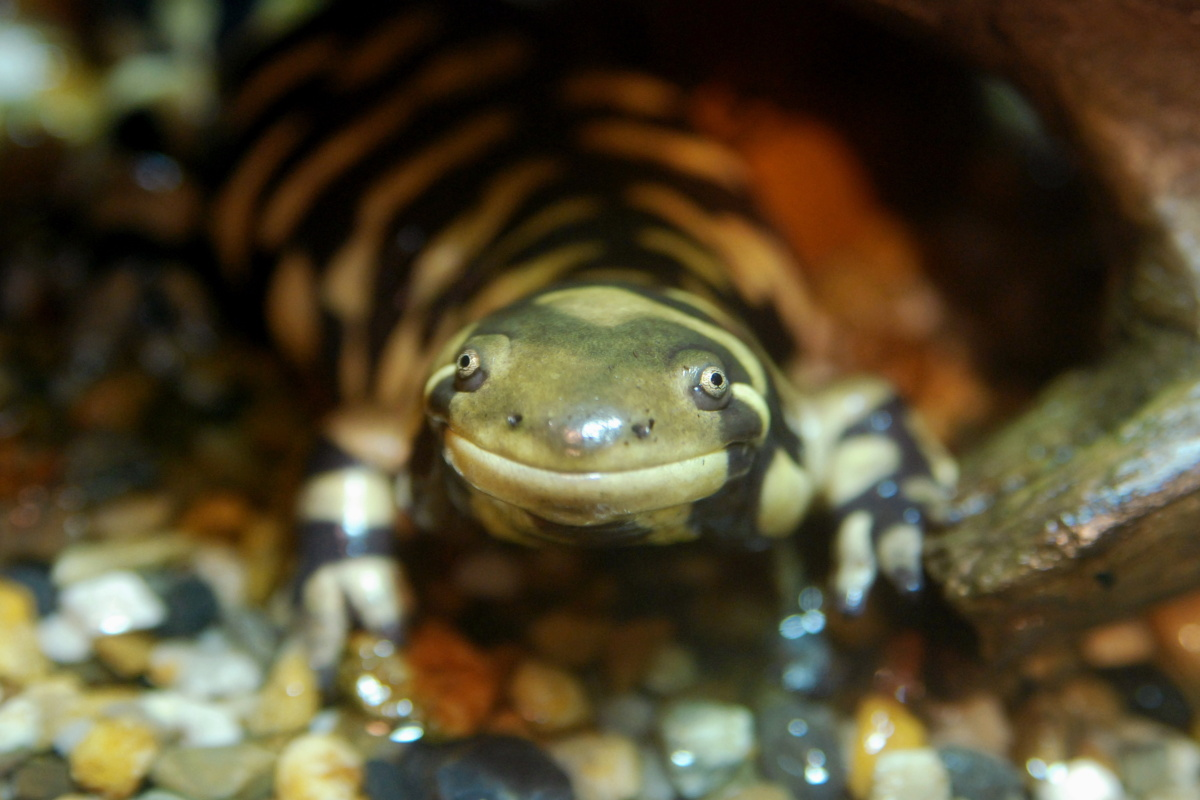
Tigersalamander (Ambystoma tigrinum)
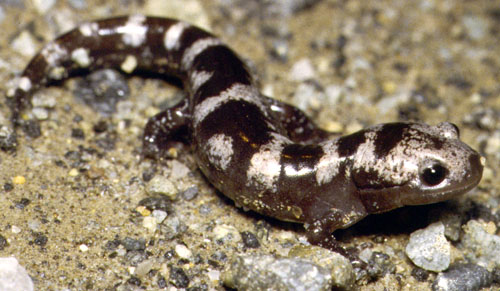
Marmorerad mullvadssalamander (Ambystoma opacum)
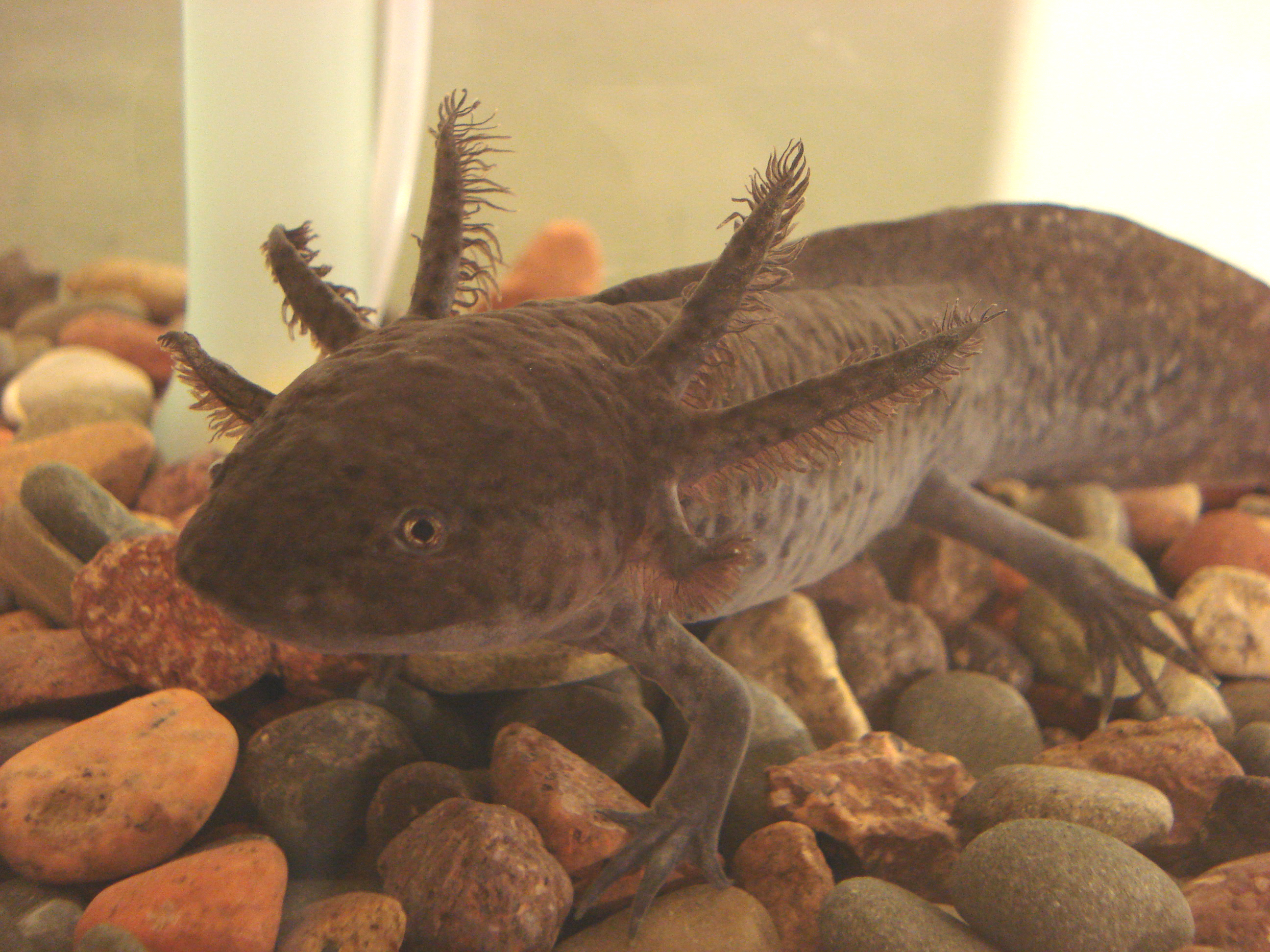
Axolotl (Ambystoma mexicanum)
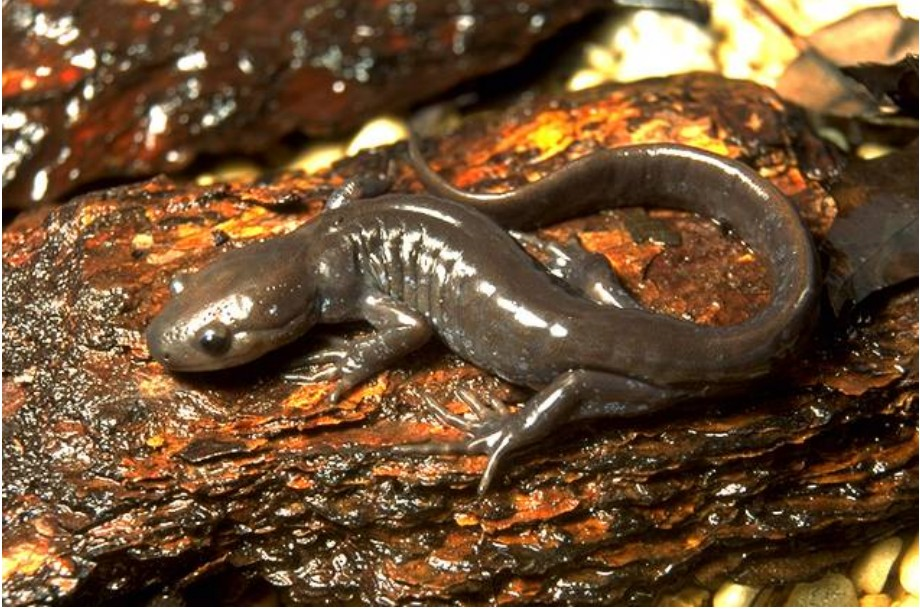
Jeffersons mullvadssalamander ('Ambystoma jeffersonianum')